# Leslieville (Alberta)
Leslieville est un hameau (hamlet) du Comté de Clearwater, situé dans la province canadienne d'Alberta.

## Démographie
En tant que localité désignée dans le recensement de 2011, Leslieville a une population de 239 habitants dans 95 de ses 105 logements, soit une variation de 3,0 % par rapport à la population de 2006. Avec une superficie de 1,844 1 km2, le hameau possède une densité de population de 129,602 5 hab/km2 en 2011.
Concernant le recensement de 2006, Leslieville abritait 232 habitants dans 87 de ses 88 logements. Avec une superficie de 1,844 1 km2, le hameau possédait une densité de population de 125,8 hab/km2 en 2006.